# Shuvaprasanna

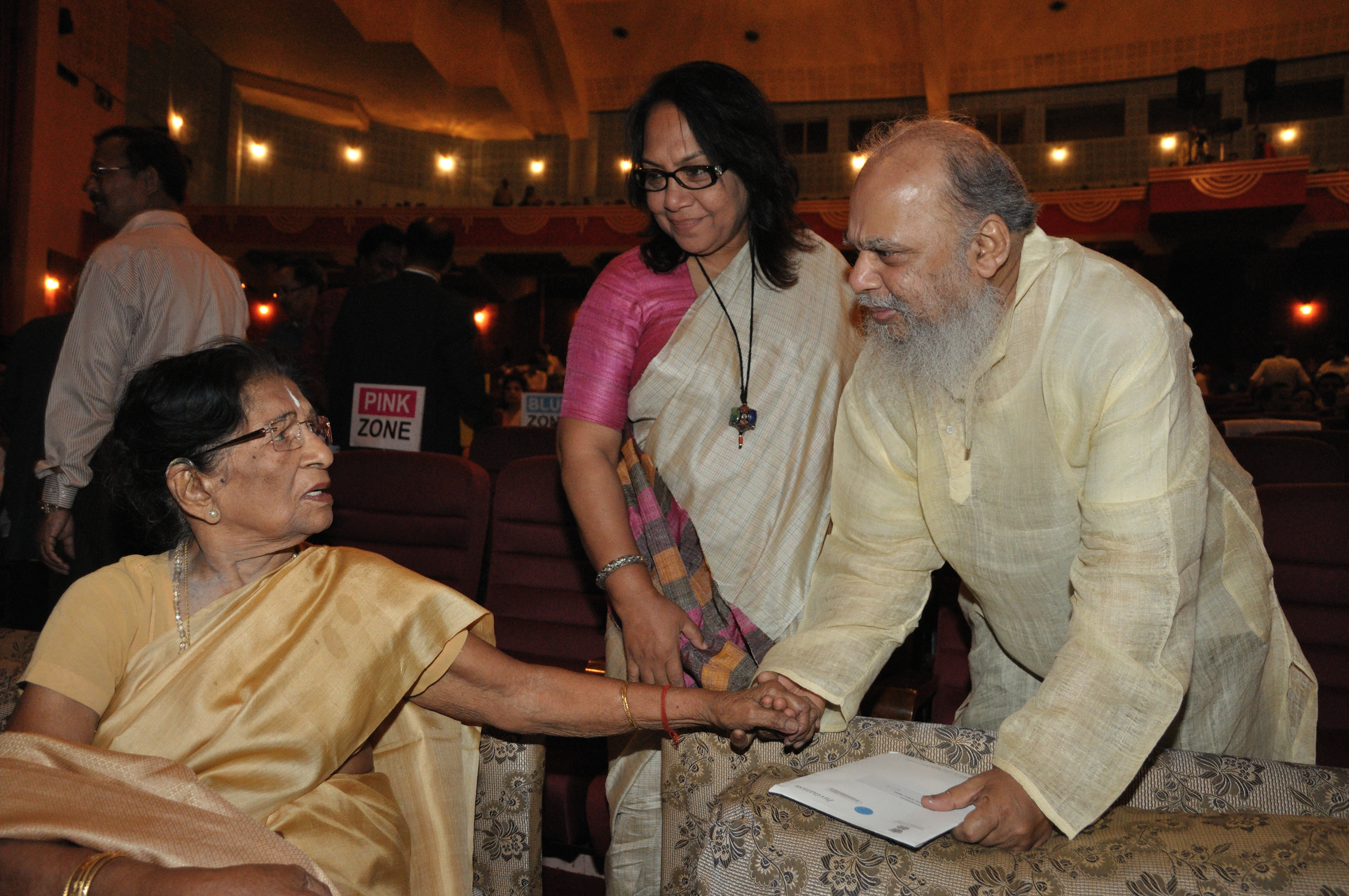
Amala Shankar, Shipra & Shuvaprasanna Bhattacharya - Kolkata am 9. Mai 2011

Shuvaprasanna (* 20. Oktober 1947 in Kolkata als Shuvaprasanna Bhattacharya) ist ein indischer Maler, lebt und arbeitet in Kolkata. Er besuchte das Indian College of Art mit Abschluss. Seine Werke präsentierte er auf zahlreichen Einzelausstellungen in Kolkata, New Delhi, Genf, Essen, Ludwigsburg, Mumbai, Dhaka, München, Augsburg, Paris und New York. Alljährlich ist er mit seinen Arbeiten bei Gruppenausstellungen in Indien und international vertreten.
"Seine Bilder zeigen häufig stilisierte Tiere, vor allem Vögel, oder Menschen, rätselhafte Bilder voller Melancholie, Hieroglyphen aus einer fernen Welt, surreale Traumbilder und realer Verfall, Szenen irdischer Verlorenheit und Symbole für Not und Endzeit. In jüngerer Zeit (um 2005) gab es überraschend neuartige und optimistische Bilder der Verheißung göttlichen Friedens,  Motive geistiger Harmonie, verträumte Flötenspieler statt krächzender Krähen und eine Serie von Krishna-Abbildungen" (Philipp Grieb). Seine Techniken umfassen vor allem  Kohle, Öl und Acryl.
Shuvaprasanna gründete 1976 das College of Visual Arts und 1984 das Künstlerdorf Arts Acre im Norden von Kolkata. Er erhielt mehrere Auszeichnungen und Preise. Er ist mit der Künstlerin Shipra Bhattacharya verheiratet. Sein Schwiegersohn Aditya Vikram Sengupta und seine Tochter Jonaki Bhattacharya traten 2014 mit ihrem Debütfilm (in Bengali) "Asha Jaoar Majhe" (Englisch: Labour of Love) erfolgreich an die Öffentlichkeit (u. a. Best Debut Director Award, Internationale Filmfestspiele von Venedig, 2014).
1986 hielt sich der deutsche Schriftsteller Günter Grass, selbst Bildhauer und Grafiker, von August 1986 bis Januar 1987 in Kolkata auf und freundete sich mit Shuvaprasanna an. Grass erwähnt den indischen Freund in seinem Buch "Zunge zeigen". Der spätere Nobelpreisträger für Literatur und der indische Maler pflegten diese Beziehung bis zum Tod des deutschen Autors im Jahr 2015. Auf mehreren Reisen und Ausstellungen in Deutschland erweiterte Shuvaprasanna in den folgenden Jahrzehnten seine Kontakte zu deutschen Freunden und Künstlern u. a. in Dresden, Augsburg und München. In der filmischen Dokumentation "Shuva and me - A Journey with Shuvaprasanna" (2013) hielt der indische Filmemacher Goutam Ghose Begegnungen des indischen Künstlers mit Günter Grass und weiteren Freunden in Dresden, Augsburg und München im September 2012 fest.
Shuvaprasanna und seine Frau sind Mitbegründer der Arts Acre Foundation, einer indischen Stiftung, die sich mit dem Bau eines großen Kunstzentrums im Osten von Kolkata die Förderung von Kunst und Kultur in Indien zum Ziel gesetzt hat und die Idee des Künstlerdorfs in einem ehrgeizigen, größeren Rahmen weiterführt. Dieses Zentrum ist seit 2014 in Betrieb.